# Staatsgebiet
Das Staatsgebiet oder Staatsterritorium (ugs. manchmal auch nur schlicht als Land bezeichnet) ist neben dem Staatsvolk und der Staatsgewalt eines der drei Elemente eines Staates im völkerrechtlichen Sinne. Es ist der territoriale Bereich, den der Staat dauerhaft und geordnet beherrscht und wo er über eine für dieses Gebiet geltende Verwaltungs- und Rechtsordnung verfügt, die unter anderem die Rechtmäßigkeit und damit die Legitimität des staatlichen Gewaltmonopols für die in ihm lebenden Menschen (Bürger) herstellt. Dadurch wird in einem Rechtsstaat weitestgehend für Rechtssicherheit und Rechtsfrieden gesorgt und hierzu innerhalb des Staatsgebiets sowohl auf Bürger als auch auf öffentliche Institutionen legitimierter (= gesetzes-/verfassungskonformer) Zwang ausgeübt, um das Verhalten der beiden Parteien im Sinne des Gemeinwohls zu beeinflussen. Der deutsche Jurist Ernst Zitelmann bezeichnete das Staatsgebiet daher als den „Schauplatz der staatlichen Herrschaft“. Es ist zu unterscheiden vom Hoheitsgebiet, in dessen Raum ein Staat seine Hoheitsrechte auch tatsächlich ausübt.

## Rechtliche Bedeutung
Unter juristischem Aspekt ist das Staatsgebiet ein räumlicher Geltungsbereich bestimmter Rechtsnormen (Kompetenzenbereich). Daraus folgt aber nicht, dass der Geltungsbereich aller staatlichen Normen auf das Territorium beschränkt sein muss (z. B. Verfolgung von im Ausland begangener Straftaten von eigenen Staatsangehörigen nach dem eigenen Strafgesetz). Hingegen sind die Kompetenzen des Territorialstaates zur Vornahme von Hoheitsakten – z. B. zum Erlass und zur Vollstreckung von Gerichtsurteilen aus den genannten Strafgesetzen – auf das eigene Staatsgebiet beschränkt.
Damit ist nicht die Gebietshoheit gemeint. In der Regel fallen aber beide Begriffe zusammen. Ein Beispiel für ein von der Gebietshoheit abweichendes Staatsgebiet ist die Guantánamo-Bucht auf Kuba. Es untersteht der Gebietshoheit der USA, die territoriale Souveränität obliegt aber Kuba.
Die souveräne staatliche Herrschaft im Staatsgebiet hat eine positive und eine negative Seite:
- Positiv beinhaltet sie, dass prinzipiell jeder, der sich im Staatsgebiet befindet, der Staatsgewalt unterworfen wird. Das schließt nicht aus, dass der Staat kraft seiner eigenen Staatsgewalt in Erfüllung einer völkerrechtlichen Verbindlichkeit z. B. fremde Diplomaten samt deren Gebäuden und Fahrzeugen von seinen hoheitlichen Zugriffen ausnimmt und ihnen Immunität gewährt oder verkehrstechnisch schlecht erreichbare Teile seines eigenen Staatsgebietes dem Währungs- und Wirtschaftsgebiet eines Nachbarstaates unterstellt. Der Status von diplomatischen Gebäuden wird oft irreführend als „extraterritoriale“ oder exterritorial bezeichnet, dennoch gehören sie mit einigen juristischen Sonderstellungen zum gewöhnlichen Staatsgebiet.
- Negativ bedeutet sie, dass innerhalb des Staatsgebietes keine Hoheitsgewalt ausgeübt werden darf, die nicht von der staatlichen Regelungsgewalt abgeleitet ist. Gleichwohl kann ein Staat jedoch bestimmten Institutionen Hoheitsbefugnisse auf seinem Territorium verleihen (z. B. Kirchen zur Erhebung von Kirchensteuern) oder anderen Staaten Hoheitsbefugnisse auf seinem Territorium einräumen oder supranationalen Organisationen (z. B. der Europäischen Union) die Befugnis verleihen, Rechtsakte mit unmittelbarer innerstaatlicher Wirkung vorzunehmen.

## Gebietshoheit
In seinem Staatsgebiet hat ein Staat grundsätzlich die uneingeschränkte Staatsgewalt („Hoheit“) über alle dort befindlichen Sachen und Personen. Dies erstreckt sich neben den eigenen Staatsangehörigen also auch auf Ausländer. Notwendigerweise ergibt sich direkt hieraus auch die „negative“ Funktion, nach der es anderen Staaten verboten ist, auf fremdem Staatsgebiet Hoheitsmacht auszuüben. Gleichwohl kann ein Staat jedoch anderen Staaten über einen zwischenstaatlichen Vertrag (z. B. ein Staatsservitut) oder anderen Organisationen Hoheitsbefugnisse auf seinem Territorium einräumen (z. B. Kirchen zur Erhebung von Kirchensteuern) und sogar die Befugnis verleihen, Rechtsakte mit unmittelbarer innerstaatlicher Wirkung vorzunehmen (so z. B. im Fall der Europäischen Union).
Zudem muss der Geltungsbereich von staatlichen Normen nicht nur auf das Staatsgebiet beschränkt sein. So kann ein Staat etwa auch im Ausland begangene Straftaten von seinen Staatsangehörigen nach den eigenen Strafgesetzen verfolgen (Personalitätsprinzip), selbst wenn er sie dort nicht unmittelbar durchsetzen kann. Auch Schiffe auf Hoher See sind zwar nicht Teil des Staatsgebietes des Flaggenlandes, wohl aber Teil seines Hoheitsgebietes. Umgekehrt übt ein Staat nicht zwangsläufig auf seinem gesamten Staatsgebiet auch tatsächlich seine Hoheitsrechte aus (z. B. diplomatische Missionen).

## Umfang des Staatsgebiets
Das Staatsgebiet setzt sich dreidimensional zusammen aus der Landfläche, den Hoheitsgewässern, dem Luftraum und dem Boden. Notwendige Bedingung für die Zurechnung eines Raumes zum Staatsgebiet ist die faktische Möglichkeit seiner Beherrschbarkeit.
Ober- und unterirdisch reicht die rechtliche Territorialhoheit deshalb nur so weit, wie die staatliche Betätigung technisch vorzudringen vermag. Gleichwohl gehört nicht jeder Raum, der faktisch beherrschbar wäre, zum Staatsgebiet. Diskutiert wird etwa, die Territorialgewalt auf den Luftraum (Lufthoheit) zu begrenzen und nicht – trotz faktischer Beherrschbarkeit – auf den Weltraum auszudehnen; der Weltraum wäre also staatsfrei. Im so genannten Weltraumvertrag vom 27. Januar 1967 wurde keine genaue Fixierung der Souveränitätsgrenze vorgenommen. Nach heute allgemeinen Völkerrechtsgrundsätzen kann sich das Staatsgebiet allerdings vertikal nicht in unbeschränkter Höhe im Raum fortsetzen, sondern in kegelstumpfartiger Form nur bis zur sogenannten Kármán-Linie in 100 km Höhe, weit oberhalb eines auf Luftauftrieb angewiesenen Luftverkehrs, wo dieser mangels ausreichender Luftdichte nicht mehr möglich ist. In die Erde hinein könnte sich das Staatsgebiet konisch theoretisch bis zum Erdmittelpunkt erstrecken.
Das Landgebiet eines Staates ist die Festlandoberfläche mitsamt den Inseloberflächen. Auch die Binnengewässer, Flussmündungen, Hafenanlagen, Buchten oder Fjorde werden hinzugerechnet.

## Grenzen des Staatsgebietes
Als Landgrenze zwischen zwei Staaten fungieren gedachte Linien, die entweder durch geographische Beschreibung (Bergkamm, Längen- oder Breitengrad usw.) oder durch künstliche Abmarkung festgelegt sind.

### Flussgrenze
Soll ein Fluss eine Grenze sein, verläuft die Grenzlinie bei nichtschiffbaren Flüssen auf der Mittellinie zwischen beiden Ufern, bei schiffbaren Flüssen auf dem Talweg, das heißt auf der tiefsten zusammenhängenden Rinne des Flussbettes. Verändert sich der Flusslauf maßgeblich, das heißt, er sucht sich ein völlig neues Bett, verbleibt die Grenze im alten Flussbett. Bei geringfügigen Veränderungen (an einem Ufer gehen einige Meter verloren, am anderen erscheint eine Sandbank) wandert die Grenze mit der Veränderung mit. Flussinseln werden wie offenes Wasser behandelt und dem näheren Ufer zugerechnet bzw. gegebenenfalls geteilt. Da viele Flüsse sich laufend verändern und vielerlei Inseln, Seitenarme etc. bilden, entstehen mitunter völlig chaotische Grenzführungen, beispielsweise zwischen Kroatien und Serbien. Grenzkonflikte zwischen diesen Staaten sowie am Amur zwischen Russland und China oder zwischen den beiden Kongos können vertraglich nicht gelöst werden. Deshalb geht man zu punktgenauen Grenzziehungen mittels Satellitentechnik über; nach jeder Veränderung werden Gebiete getauscht.
Bei Binnengewässern mit verschiedenen Anliegerstaaten ist ebenfalls die Mitte zwischen beiden Ufern maßgeblich. Sowohl bei Flussgrenzen wie auch bei Grenzen in Binnengewässern können jedoch anderweitige völkerrechtliche Vereinbarungen getroffen werden. Trocknet der Fluss aus, bleibt die Grenze natürlich erhalten.

### Seegrenze
Zur See hin ist die Gebietshoheit stufenweise eingeschränkt. Die Grundlage für diese Abgrenzungen bildet das Seerechtsübereinkommen der Vereinten Nationen von 1982 (SRÜ). Zum Staatsgebiet gehören:
- das Küstenmeer, dies ist der Meeresstreifen zwischen der Basislinie bis maximal 12 Seemeilen (etwa 22 km) Ausdehnung (vgl. Art. 3 SRÜ)
- die landeinwärts der Basislinie gelegenen inneren Gewässer (siehe auch Äquidistanzprinzip).

Für Staaten, die aus Archipelen bestehen, gibt es eine besondere Regelung hinsichtlich der Archipelgewässer.
Nicht zum Staatsgebiet gehören die weiter auf See hinausragenden Meereszonen nach SRÜ, dies sind die Anschlusszone (24 Seemeilen ab Basislinie), die ausschließliche Wirtschaftszone (AWZ) (max. 200 Seemeilen ab Basislinie, vgl. Art. 55–75 SRÜ) und der Festlandsockel. In diesen Gebieten besitzt der jeweilige Küstenstaat eingeschränkte hoheitliche Rechte, insbesondere hinsichtlich der wirtschaftlichen Nutzung.

### Exklave und Enklave
Das Landgebiet eines Staates kann Gebiete umfassen, die räumlich abgetrennt von seinem Kerngebiet liegen (Exklave); ebenso kann es Landgebiete fremder Staaten umfassen (Enklave), die daher nicht mehr zu seinem Staatsgebiet gehören. Mitunter werden diese Gebiete durch einen Korridor mit dem Mutterland verbunden. Der Verbindungsweg gehört zum Hoheitsgebiet eines Staates, wird aber vom anderen Staat verwaltet. Binnenstaaten wie etwa Bolivien haben oftmals Vereinbarungen getroffen, in einem angrenzenden Küstenstaat einen Freihafen zu betreiben. Ihr Seehandel unterliegt damit nicht mehr der Zollpolitik des Küstenstaates.

## Sozialwissenschaftlicher Aspekt
Unter sozialwissenschaftlichem Aspekt ist das Staatsgebiet ein wichtiges Moment der Integration einer Gemeinschaft bzw. Nation. Diese Funktion erfüllt es etwa als gemeinsame Heimat, als gemeinsam erlebte Natur- und Kulturlandschaft, als Betätigungsfeld gemeinsamer kultureller und zivilisatorisch-technischer Wirksamkeit und Tüchtigkeit und als Boden gemeinsamen politischen Schicksals.